# جورواتس
جورواتس (به صربی: Đurevac) یک منطقهٔ مسکونی در صربستان است که در بلاتسه واقع شده‌است. جورواتس ۳۵۳ نفر جمعیت دارد.